# Love Don't Live Here Anymore
„Love Don't Live Here Anymore“ je pátý singl americké zpěvačky-skladatelky Madonny z jejího druhého alba Like a Virgin. Album i singl publikovala firma Sire Records. Singl byl publikován pouze v Japonsku.
Tato píseň je ve skutečnosti cover verze kapely Rose Royce. Píseň sepsal Miles Gregory. Tuto píseň rovněž coverovalo jazz-funkové duo Morrisey - Mullen.

## Hudební žebříček
| Hitparáda (1986)                  | Příčka |
| --------------------------------- | ------ |
| Japan Oricon Weekly Singles Chart | #4     |